# Edith Turner (antropóloga)
Edith "Edie" Turner (17 de junio de 1921 - 18 de junio de 2016) fue una antropóloga, poeta y educadora anglo-americana. Además de sus aportaciones a los estudios realizados con su marido, el antropólogo Vic Turner,  Edie Turner continuó desarrollando estos temas tras la muerte de este, especialmente en torno al concepto communitas. Edith Turner contribuyó decisivamente al estudio de la antropología humanística y fue una activista social durante toda su vida.

## Biografía
Edith Lucy Brocklesby Davis nació en Ely, Inglaterra, el 17 de junio de 1921, hija del Dr. Reverendo George Brocklesby Davis y su mujer Lucy Gertrude Davis (anteriormente Howard).  Acudió al Perse School for Girls, Cambridge, de 1933 a 1936, donde cursó educación secundaria. Se graduó en 1938 en Alde House Domestic Science College.
Davis conoció su marido Victor 'Vic' Turner durante la Segunda Guerra Mundial, mientras trabajaba como "chica de tierra" (peón agrícola) en el ejército de Tierra de las Mujeres.  Víctor era objetor de conciencia y estaba reclutado y realizando tareas como no combatiente. Se casaron el 30 de enero de 1943, y tuvieron cinco hijos juntos, entre los cuales están el científico Robert Turner, el poeta Frederick Turner, y Rory Turner, profesor de antropología en Goucher College. Debido a su dedicación a la crianza de sus hijos, no pudo acceder a estudios universitarios durante su juventud; su marido le transmitía los conocimientos que iba adquiriendo, y compartían lecturas.
Edith Turner completó su grado de máster en 1980 en la University of Virginia. Además,  estudió en Universidad de Ciudad del Cabo, Princeton Universidad, y Smith College.

## Trayectoria
Edith Turner dedicó su vida al estudio de los rituales y del simbolismo. Durante sus más de 60 años de investigación ha trabajado en lugares tan diversos como Zambia, Alaska e Irlanda. Se describió a sí misma como una practicante de antropología humanística y de la antropología de la experiencia.  
Cuando su marido Vic completó su licenciatura en University College London la familia se trasladó a Mánchester. En compañía de sus tres hijos pequeños, Edie fue la colaboradora de Víctor durante dos de sus más prolongadas investigaciones de campo (1951-1954) en el noroeste de lo que hoy es Zambia, entre los pueblos ndembu. Desde los años 50 vivió entre Inglaterra y África, donde viajó para realizar investigación sobre el terreno, participando en las investigaciones de su marido. En 1954 toda la familia se trasladó a Estados Unidos, primero a la Universidad de Cornell en Nueva York, posteriormente a Maine y luego a Chicago, donde su marido ocupó un puesto de docente en la Universidad de Chicago. Edie y Vic continuaron con su labor conjunta de investigación en un viaje a Uganda en 1966.
Edie Turner hizo extensas notas de su experiencias entre las mujeres ndembu, creando un importantísimo archivo fotográfico sobre costumbres y rituales ndembu. Su trabajo también fue fundamental para la publicación de numerosos libros y trabajos de investigación por parte de Víctor. Su publicación conjunta "Image and Pilgrimage in Christian Culture" (1978) es considerado como un clásico de la antropología de la peregrinación.
Se estableció en Charlottesville, Virginia, en 1977, cuando Vic fue nombrado profesor de la Universidad de Virginia. Instalada en Charlottesville Edie completó un Master en lengua inglesa, y realizó estancias de campo con Vic en India, Brasil, Japón e Israel. 
Una vez fallecido su marido, en 1985 Edie Turner volvió a Zambia (África) para continuar su investigación etnográfica. Su trabajo de campo fue la base para su libro de memorias etnográfico, "The Spirit and the Drum", publicado en 1987.  
Tras la publicación de Experiencing Ritual in 1992, Edie comenzó a estudiar los rituales de sanación en una variedad de pueblos, publicando importantes trabajos sobre la realidad de los espíritus, la naturaleza de la espiritualidad, y sobre los sanadores en el pueblo Iñupiaq en el Norte de Alaska. Más tarde realizó trabajos de campo con indígenas de Arizona, Corea, el noroeste de Rusia y el oeste de Irlanda. Estos trabajos fueron el origen de varios libros "Experiencing Ritual", "The Hands Feel It", "Among the Healers", "Communitas" y su obra autobriográfica "Heart of Lightness". En 2014 recibió el premio vitalicio "Service Award" de la Society for Humanistic Anthropology.
Además de su labor investigadora, escritora, poeta y docente, fue directora de la revista Anthropology and Humanism. 
En 1983 Edie accedió al puesto de profesora en el Departamento de Antropología de la Universidad de Virginia, que mantuvo hasta su jubilación el 6 de mayo de 2016, a la edad de 94 años.Hasta entonces siguió impartiendo sus cursos sobre Trabajo de Campoy Etnografía, Antropología de las reliiiones, Chamanismo y Sanación, entre otros, en la Universidad de Virginia, Estados Unidos.
Edie Turner fue una activista social durante toda su vida: al principio de sus años en África trabajó en el movimiento contra el apartheid, y en la década de 1950 fue miembro fundador de la Campaña para el Desarme Nuclear en Mánchester, Inglaterra. Más recientemente se unió a la campaña "Democracy for America".

## Obras
- Con Victor W. Turner (coautor), Imagen y Peregrinaje en Cultura cristiana (1978), Columbia Prensa Universitaria 1995 paperback:ISBN 0-231-04287-6
- Turner, Edith. 2012. Communitas: La Antropología de Alegría Colectiva. Nueva York: Palgrave Macmillan.